# Malvern (Alabama)
Malvern – miasto w Stanach Zjednoczonych, w stanie Alabama, w hrabstwie Geneva. W roku 2023 miasto zamieszkiwało 1567 osób, a gęstość zaludnienia wynosiła 43,2 osoby/km².